# Центральна молекулярна зона
Центральна молекулярна зона (англ. Central Molecular Zone, CMZ) — комплекс гігантських молекулярних хмар у галактиці Чумацький Шлях, яка містить міжзоряний газ сумарною масою приблизно на 60 мільйонів сонячних мас. Вона охоплює центр Чумацького Шляху і знаходиться в сузір'ї Стрільця між галактичними довготами 1,7° і -0,7° і широтами -0,2° і +0,2°.
Центральна молекулярна зона значно відрізняється від інших великих об'ємів Чумацького Шляху за густиною газу, температурою та турбулентністю. Густина її молекулярного газу на кілька порядків перевищує середню густину галактичного диска. Її газова температура здебільшого коливається від 50 до 100 кельвінів, але, особливо поблизу Галактичного центру, може сягати 400—600 К. Дослідження ширини спектральних ліній у межах центральної молекулярної зони вказує на типові турбулентні швидкості 15-50 км/с, порівняно з 1-10 км/с для гігантських молекулярних хмар у галактичному диску. Крім того, порівняно з галактичним диском, центральна молекулярна зона створює більший потік космічних променів, а також випромінює багато ультрафіолетового та рентгенівського випромінювання.
Центральна молекулярна зона асиметрична, її діаметр змінюється приблизно від 1600 до 1900 світлових років. Її найвища поверхнева густина газу знаходиться на схід від динамічного центру Чумацького Шляху на додатних широтах і променевих швидкостях. Оцінки розподілу маси Центральної молекулярної зони показують, що вона має втричі більшу масу на додатних галактичних широтах порівняно з від'ємними широтами. Крім внутрішньої асиметрії, орбітальна площина Центральної молекулярної зони може бути нахилена приблизно на 5° відносно галактичної площини в цілому.
Центральна молекулярна зона містить багато залишків наднових та емісійних туманностей Області з концентраціями газу називаються Sgr D HII, Sgr D SNR, Sgr 0,9+0,1, Sgr B1, Sgr B2, Sgr 0,3+0,0, Sgr A, SNR 359,1-00,5, Sgr 359,0-00,9, Sgr C, Sgr E. Тут також розташовані волокноподібні елементи під назвою Миша, Змія та Тростина. Молекули, знайдені в центральній молекулярній зоні, включають окис вуглецю, метанол, ізоціанову кислоту, ціаністий водень і окис кремнію. В цій зоні нараховуються принаймні сотні згущень холодного пилу діаметром приблизно від 0,1 до 0,65 світлових років, які, ймовірно, є попередниками утворення майбутніх зоряних систем, нараховуються принаймні сотнями.